# توماس أوغدن
توماس أوغدن (بالإنجليزية: Thomas H. Ogden)‏ هو محلل نفساني وطبيب نفسي وكاتب أمريكي، ولد في 4 ديسمبر 1946.